# Hutsun

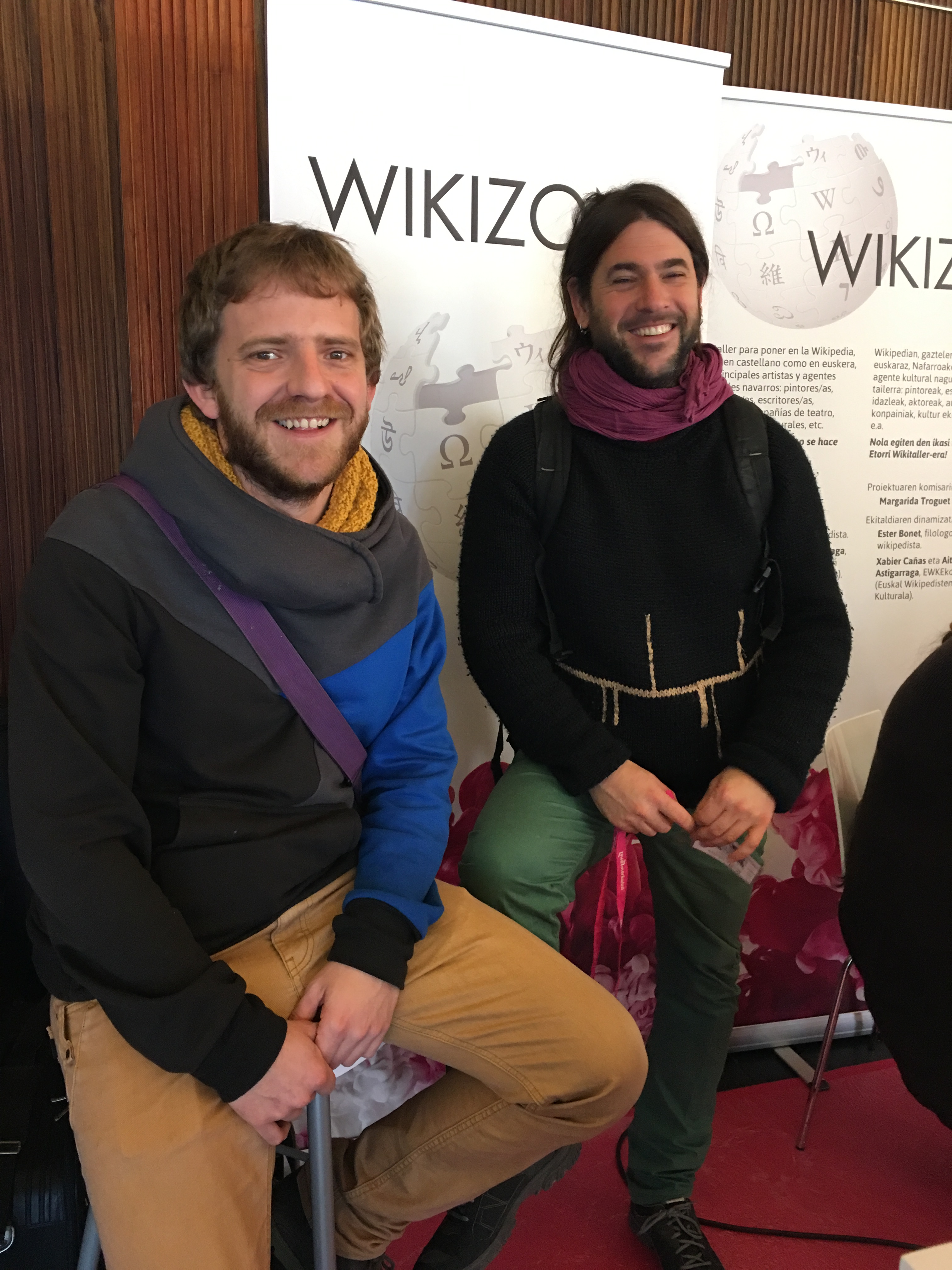
Miembros del grupo en su paso por Merkatua

Hutsun (Pamplona 2011) es un grupo musical formado por txalapartaris que trabajan en el ámbito de la txalaparta para enseñar y difundir este instrumento a la vez que incorporan nuevas nuevas técnicas combinando distintos tipos de madera y otros materiales para conseguir sonoridades diversas, como piedras o hierros. En 2013 ganaron el certamen de música organizado por el ayuntamiento de la Comarca de Pamplona con el espectáculo ‘Txalaparta Hutsa’.